# 2GO Maligaya
Die 2GO Maligaya ist ein 2003 als Yamato in Dienst gestelltes Fährschiff der philippinischen Reederei 2GO Travel. Sie steht unter ihrem aktuellen Namen seit Mai 2021 im Einsatz.

## Geschichte

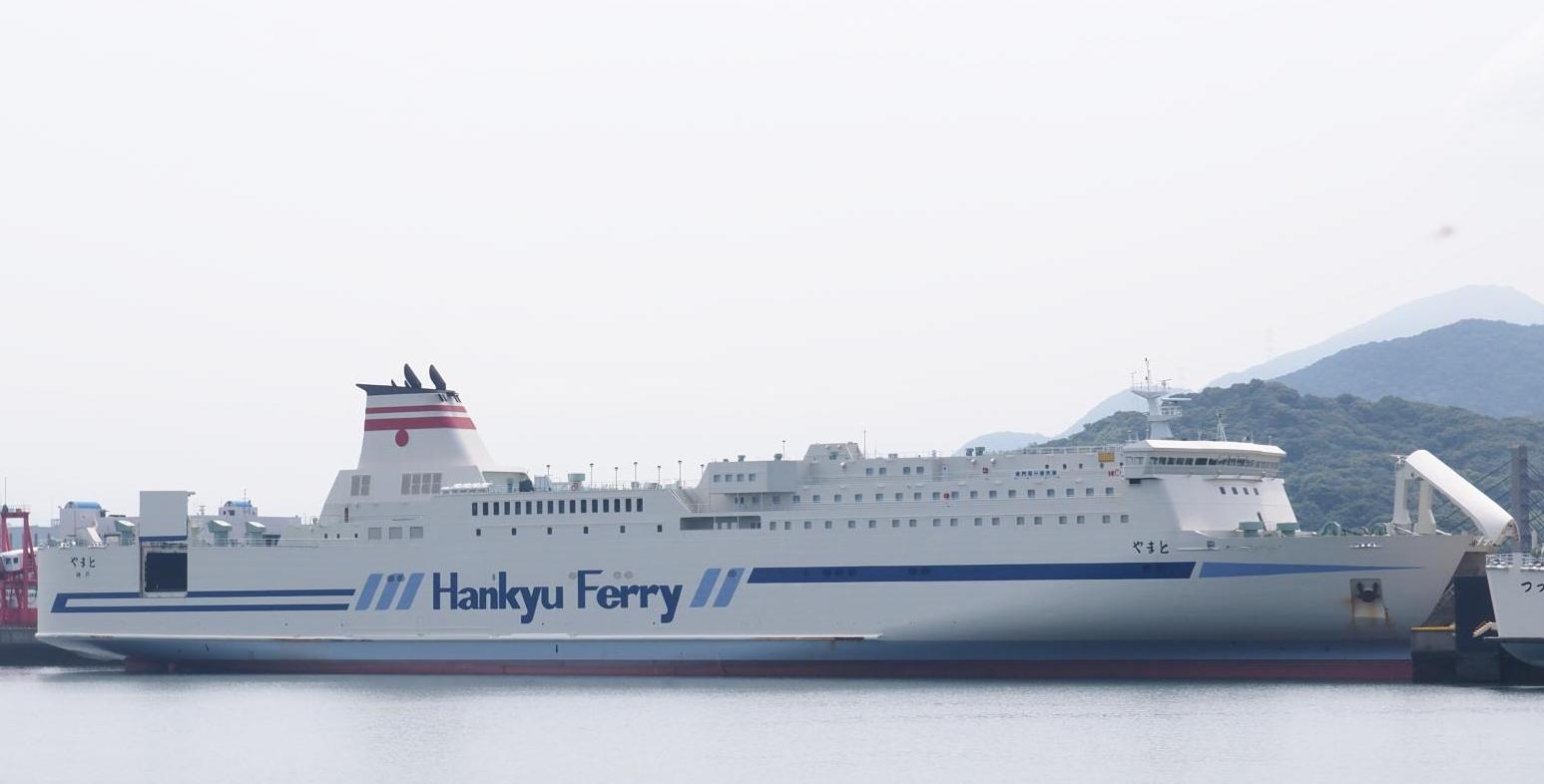
Als Yamato im März 2013

Das Schiff wurde am 23. April 2002 unter der Baunummer 1090 in der Werft von Mitsubishi Heavy Industries in Shimonoseki auf Kiel gelegt und lief am 4. Dezember 2002 vom Stapel. Nach der Ablieferung an die japanische Reederei Hankyu Ferry am 25. März 2003 nahm das Schiff unter dem Namen Yamato am 27. März den Fährdienst zwischen Kitakyūshū und Kōbe auf. 2003 folgte mit der Tsukushi ein baugleiches Schwesterschiff.
Im Februar 2019 wurde das Schiff an Stena RoRo verkauft, blieb jedoch noch bis zum 10. März 2020 für Hankyu Ferry im Einsatz, bevor es von der Settsu ersetzt wurde. Am 22. März erfolgten die Übergabe and Stena RoRo und die Umbenennung in Stena Nova. Stena RoRo brachte das in Stena Nova umbenannte Schiff unter die Flagge Panamas. Ursprünglich sollte das Schiff noch 2020 nach einem Umbau im griechischen Perama auf dem Chartermarkt angeboten werden. Dies wurde aufgrund der COVID-19-Pandemie verworfen. Stattdessen ging die Stena Nova im Juli 2020 als Auflieger in die Bucht von Brunei.
Anfang März 2021 wurde das Schiff an die philippinische 2GO Group verkauft. Es wird von der Reederei 2GO Travel seit Ende Mai 2021 zwischen Manila, Cebu City und Cagayan de Oro eingesetzt.

## Technische Daten
Das Schiff wird von zwei Wärtsilä-Dieselmotoren mit jeweils 10076 kW Leistung angetrieben. Die Motoren wirken auf zwei Verstellpropeller. Für die Stromerzeugung stehen drei Generatoren mit jeweils 1500 kVA Scheinleistung zur Verfügung. Das Schiff ist mit zwei Bugstrahl- und einem Heckstrahlruder mit jeweils 1180 kW Leistung ausgerüstet.
An Bord stehen drei Fahrzeugdecks und drei Decks mit den Einrichtungen für die Passagiere zur Verfügung. Auf Deck 3 befindet sich ein Fahrzeugdeck mit 1100 Spurmetern. Das Deck ist über je eine Bug- und eine Heckrampe zugänglich. Die Zufahrt im Bug des Schiffes ist 4,6 Meter, die im Heck 7,5 Meter breit. Auf Deck 4 befindet sich ein weiteres Fahrzeugdeck mit 1250 Spurmetern. Die beiden Decks sind über Rampen miteinander verbunden. Ein weiteres Fahrzeugdeck befindet sich auf Deck 2. Dieses ist über Rampen von Deck 3 aus zugänglich. Hier steht allerdings nur Platz für 30 Pkw zur Verfügung. Auf Deck 7 befinden sich neben Passagierskabinen unter anderem auch die Kabinen der Besatzungsmitglieder. Im Bugbereich ist hier die Kommandobrücke eingerichtet.
Für die Passagiere stehen neben verschiedenen Passagierskategorien unter anderem Aufenthaltsräume, zwei Restaurants, Freizeitangebote, darunter eine Karaoke-Bar, und ein Gebetsraum zur Verfügung.